# Île au Guano
 Île au Guano är en ö i Antarktis. Den ligger i havet utanför Östantarktis. Frankrike gör anspråk på området.